# District de Yadgir
Le  district de Yadgir  est un des trente districts de l'État du Karnataka en Inde.

## Géographie
Le district est délimité au sud par la Krishna (fleuve) et aussi irrigué par la Bhima (rivière), il se trouve sur la plateau du Deccan.

## Histoire
Le district de Yadgir est issu de la partition du district de Gulbarga en deux le 10 avril 2010. Le chef-lieu du district est la ville de Yadgir. Elle était la capitale du royaume de Yadava entre 1347 et 1425. En 1504, alors appelée Gulbarga, elle est annexée par le royaume de Bijapour.

## Administration
Le district est subdivisé en trois taluks, Shahpur, Surpur et Yadgir. Les villes principales sont Bhimarayanagudi, Gurmatkal, Saidapur, Shahapur, Shorapur, Wadgera. Le district est principalement rural, seulement 20 % de la population se situe en ville.

## Tourisme

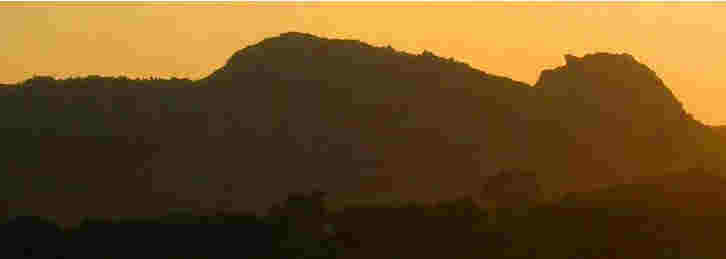
Bouddha couché.

- Le Bouddha couché du taluk de Shahapur, inscrit dans un décor naturel de cinq collines.
- Le fort de Waganagera dans le taluk de Surpur.
- Les chutes de Dhab Dabi près de Gurmitkal.
- À Chintanalli, le  temple de Gavi Siddeshwara.